# Port lotniczy Savé
Port lotniczy Savé – port lotniczy zlokalizowany w benińskim mieście Savé.